# Antoine Braun
Pour les articles homonymes, voir Braun.
Antoine Braun (en religion Père François-Marie), né le 2 décembre 1893 et mort le 15 août 1980, est un prêtre dominicain, frère du poète et juriste Thomas Braun, et fils d'Alexandre Braun.

## Biographie

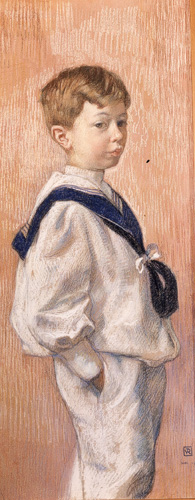
Antoine Braun, gamin, par Théo van Rysselberghe.

Antoine Braun est formé dans les sciences bibliques par le père Marie-Joseph Lagrange, dominicain et fondateur de l'École Biblique de Jérusalem. Il est ordonné prêtre en 1919.
En 1934, il est nommé professeur extraordinaire à l'Université de Fribourg. De 1937 à 1950, il y occupe un poste de professeur ordinaire. Il est également doyen de la faculté de théologie de 1937 à 1938 et recteur de l'université de 1946 à 1947. 
Il est par ailleurs précepteur (1938) du prince Baudouin de Belgique, puis aumônier de la Cour (1950).
Antoine Braun est docteur et maître en théologie, docteur honoris causa de l'Université Catholique de Louvain (2 février 1967), exégète spécialiste de l'évangile de saint Jean. Entre 1925 et 1978, il a publié 90 articles dont 61 à propos de Saint Jean.